# 炭坊駅
炭坊駅（タンバンえき）は、大韓民国大田広域市西区にある大田交通公社1号線の駅。駅番号は110。

## 歴史
- 2006年3月16日 - 1号線板岩 - 政府庁舎間開通に伴い開業。

## 駅構造
相対式ホーム2面2線の地下駅。
のりば
| 上り | ●1号線 | 板岩方面 |
| 下り | ●1号線 | 盤石方面 |

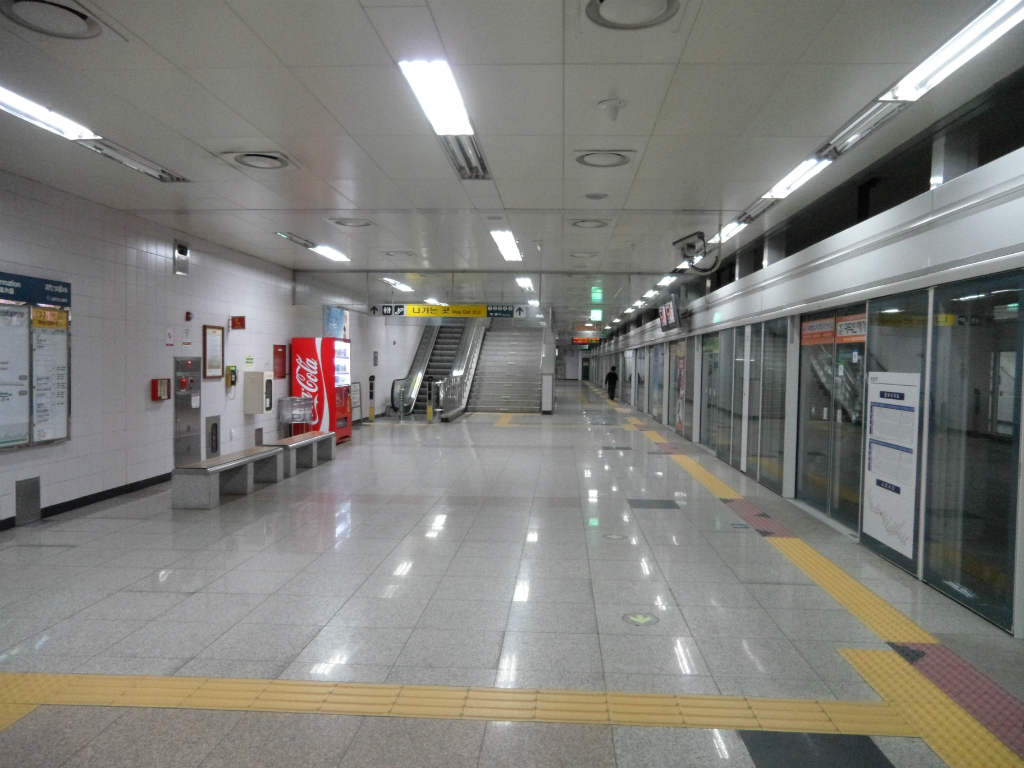
ホーム
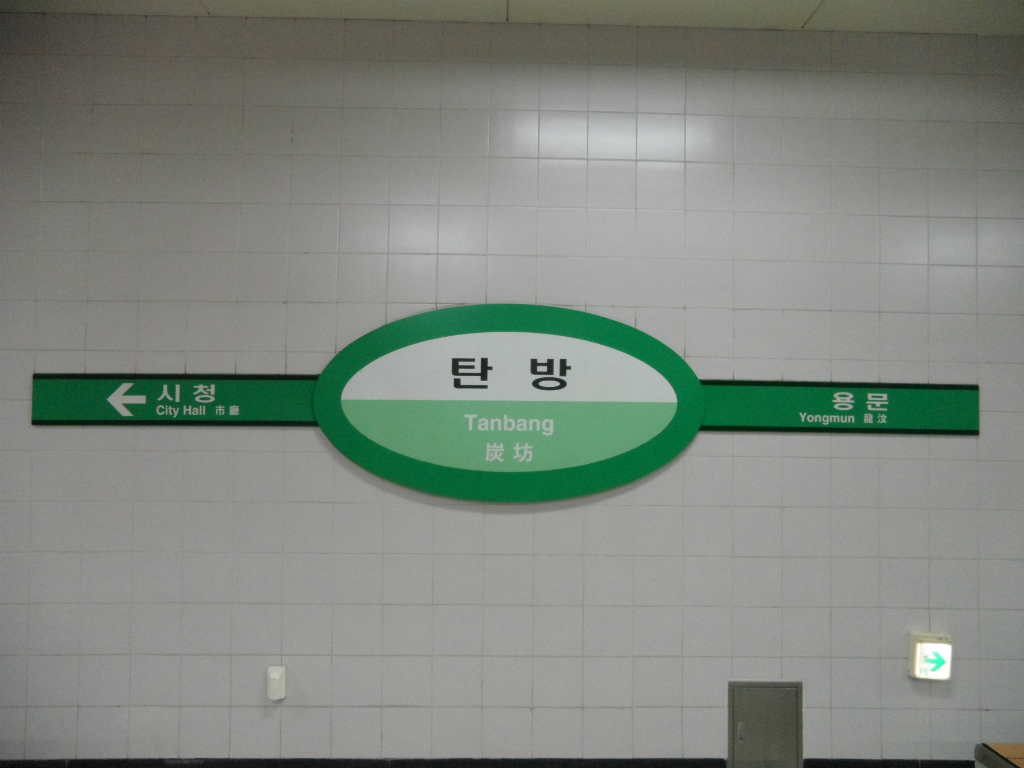
駅名標

## 駅周辺
- ホームプラステスコ本社
- 韓国放送通信電波振興院忠清本部
- SKテレコム中部地域本部
- 大田地方雇用労働庁 大田雇用福祉プラスセンター
- 韓国国土情報公社大田・忠南本部
- 韓国ガス安全公社大田忠南地域本部
- 韓国教職員共済会大田支部
- 大田ロデオタウン
- MEGABOX大田
- ポラメ公園
- 大田商工会議所
- 大田西区文化院
- 大田大学校大田漢方病院
- YTN大田地区忠清取材本部

## 隣の駅
大田交通公社
●1号線
龍汶駅 (109) - 炭坊駅 (110) - 市庁駅 (111)